# Élections législatives de 1973 dans le Doubs
Les élections législatives françaises de 1973 se déroulent les 4 et 11 mars 1973. Dans le département du Doubs, trois députés sont à élire dans le cadre de trois circonscriptions.

## Élus
| Circonscription | Député sortant                             | Parti | Parti | Député élu ou réélu | Parti | Parti |
| --------------- | ------------------------------------------ | ----- | ----- | ------------------- | ----- | ----- |
| 1re             | Jacques Weinman                            |       | UDR   | Jacques Weinman     |       | UDR   |
| 2e              | André Boulloche                            |       | PS    | André Boulloche     |       | PS    |
| 3e              | Christian Genevard suppléant d'Edgar Faure |       | UDR   | Edgar Faure         |       | UDR   |

## Résultats

### Résultats à l'échelle du département
| Parti                 | Parti                                   | Premier tour | Premier tour | Second tour | Second tour | Sièges |
| Parti                 | Parti                                   | Voix         | %            | Voix        | %           | Sièges |
| --------------------- | --------------------------------------- | ------------ | ------------ | ----------- | ----------- | ------ |
|                       | Parti socialiste                        | 55 979       | 29,49        | 81 090      | 55,28       | 1      |
|                       | Parti communiste français               | 26 795       | 14,12        | Retrait     | Retrait     | 0      |
|                       | Parti socialiste unifié                 | 6 197        | 3,26         |             |             | 0      |
|                       | Union de la gauche                      | 88 971       | 46,87        | 81 090      | 55,28       | 1      |
|                       |                                         |              |              |             |             |        |
|                       | Union des démocrates pour la République | 55 109       | 29,03        | 36 411      | 24,82       | 2      |
|                       | Centre démocratie et progrès            | 24 598       | 12,96        | 29 182      | 19,89       | 0      |
|                       | Divers droite                           | 1 496        | 0,79         |             |             | 0      |
|                       | Union des républicains de progrès       | 81 203       | 42,78        | 65 593      | 44,72       | 2      |
|                       |                                         |              |              |             |             |        |
|                       | Mouvement réformateur                   | 15 975       | 8,42         | Retrait     | Retrait     | 0      |
|                       | Lutte ouvrière                          | 3 657        | 1,94         |             |             | 0      |
|                       |                                         |              |              |             |             |        |
| Inscrits              | Inscrits                                | 241 616      | 100,00       | 184 082     | 100,00      | 3      |
| Abstentions           | Abstentions                             | 47 391       | 19,61        | 34 106      | 18,53       |        |
| Votants               | Votants                                 | 194 225      | 80,39        | 149 976     | 81,47       |        |
| Blancs et nuls        | Blancs et nuls                          | 4 419        | 2,28         | 3 293       | 2,2         |        |
| Exprimés              | Exprimés                                | 189 806      | 97,72        | 146 683     | 97,8        |        |
| Source : Data.gouv.fr |                                         |              |              |             |             |        |

### Résultats par circonscription

#### Première circonscription (Besançon)
| Candidat       | Candidat                      | Parti          | Premier tour | Premier tour | Second tour | Second tour |  |
| Candidat       | Candidat                      | Parti          | Voix         | %            | Voix        | %           |  |
| -------------- | ----------------------------- | -------------- | ------------ | ------------ | ----------- | ----------- |  |
|                | Jacques Weinman sortant réélu | UDR (URP)      | 28 764       | 41           | 36 411      | 50,35       |  |
|                | Joseph Pinard                 | PS (UGSD)      | 17 638       | 25,14        | 35 902      | 49,65       |  |
|                | Serge Mathieu                 | MR             | 10 254       | 14,62        | Retrait     | Retrait     |  |
|                | André Vagneron                | PCF            | 8 919        | 12,71        |             |             |  |
|                | Charles Piaget                | PSU            | 3 321        | 4,73         |             |             |  |
|                | Jean-Pierre Lecesne           | LO             | 1 260        | 1,8          |             |             |  |
|                |                               |                |              |              |             |             |  |
| Inscrits       | Inscrits                      | Inscrits       | 90 455       | 100,00       | 90 455      | 100,00      |  |
| Abstentions    | Abstentions                   | Abstentions    | 18 879       | 20,87        | 16 311      | 18,03       |  |
| Votants        | Votants                       | Votants        | 71 576       | 79,13        | 74 144      | 81,97       |  |
| Blancs et nuls | Blancs et nuls                | Blancs et nuls | 1 420        | 1,98         | 1 831       | 2,47        |  |
| Exprimés       | Exprimés                      | Exprimés       | 70 156       | 98,02        | 72 313      | 97,53       |  |

#### Deuxième circonscription (Montbéliard)
| Candidat       | Candidat                      | Parti          | Premier tour | Premier tour | Second tour | Second tour |  |
| Candidat       | Candidat                      | Parti          | Voix         | %            | Voix        | %           |  |
| -------------- | ----------------------------- | -------------- | ------------ | ------------ | ----------- | ----------- |  |
|                | André Boulloche sortant réélu | PS (UGSD)      | 29 401       | 40,12        | 45 188      | 60,76       |  |
|                | Jean-Pierre Renaud            | CDP (URP)      | 24 598       | 33,56        | 29 182      | 39,24       |  |
|                | Serge Paganelli               | PCF            | 14 016       | 19,12        | Retrait     | Retrait     |  |
|                | Georges Minazzi               | PSU            | 2 876        | 3,92         |             |             |  |
|                | Paul Le Blay                  | LO             | 2 397        | 3,27         |             |             |  |
|                |                               |                |              |              |             |             |  |
| Inscrits       | Inscrits                      | Inscrits       | 93 684       | 100,00       | 93 627      | 100,00      |  |
| Abstentions    | Abstentions                   | Abstentions    | 18 550       | 19,8         | 17 795      | 19,01       |  |
| Votants        | Votants                       | Votants        | 75 134       | 80,2         | 75 832      | 80,99       |  |
| Blancs et nuls | Blancs et nuls                | Blancs et nuls | 1 846        | 2,46         | 1 462       | 1,93        |  |
| Exprimés       | Exprimés                      | Exprimés       | 73 288       | 97,54        | 74 370      | 98,07       |  |

#### Troisième circonscription (Pontarlier)
|                | Edgar Faure sortant réélu | UDR (URP)      | 26 345 | 56,82  |  |  |  |
|                | Michel Saillard           | PS (UGSD)      | 8 940  | 19,28  |  |  |  |
|                | Charles Viatte            | CD (MR)        | 5 721  | 12,34  |  |  |  |
|                | Gilbert Carrez            | PCF            | 3 860  | 8,33   |  |  |  |
|                | Raymond Houssard          | Divers droite  | 1 496  | 3,23   |  |  |  |
|                |                           |                |        |        |  |  |  |
| Inscrits       | Inscrits                  | Inscrits       | 57 477 | 100,00 |  |  |  |
| Abstentions    | Abstentions               | Abstentions    | 9 962  | 17,33  |  |  |  |
| Votants        | Votants                   | Votants        | 47 515 | 82,67  |  |  |  |
| Blancs et nuls | Blancs et nuls            | Blancs et nuls | 1 153  | 2,43   |  |  |  |
| Exprimés       | Exprimés                  | Exprimés       | 46 362 | 97,57  |  |  |  |